# Robert Odongkara
Robert Odongkara (2 settembre 1989) è un calciatore ugandese, portiere della Horoya e della nazionale ugandese.

## Palmarès

### Club

#### Competizioni nazionali
- Kakungulu Cup: 1

Villa: 2009